# Kore. O chorych, chorobach i poszukiwaniu duszy medycyny

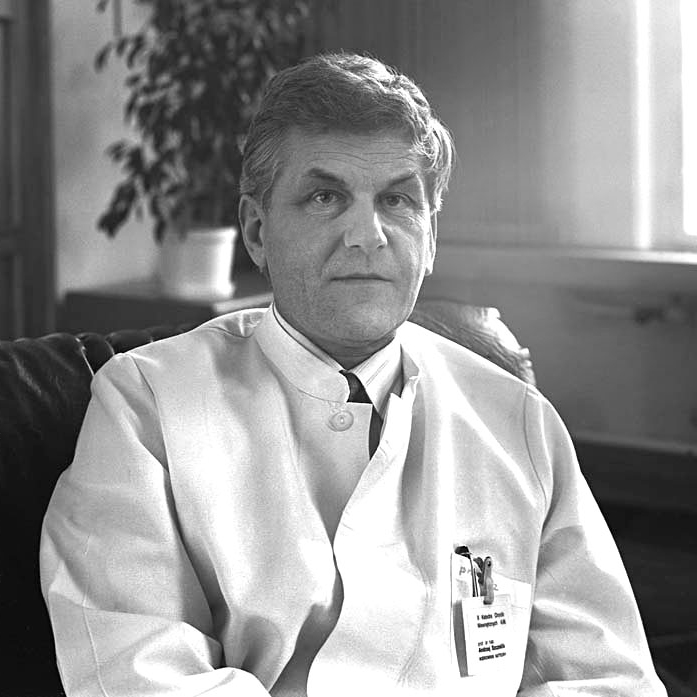
Andrzej Szczeklik (1938–2012) – lekarz, naukowiec i humanista, najczęściej cytowany polski autor publikacji naukowych z dziedziny medycyny i biologii, bohater książki Słuch absolutny

Kore. O chorych, chorobach i poszukiwaniu duszy medycyny – książka Andrzeja Szczeklika, ukazująca historyczne i najnowsze osiągnięcia medycyny oraz rozważania nad jej istotą, jedna z trzech książek tegoż autora, które bywają nazywane trylogią o uzdrowicielskiej mocy natury i sztuki. Jest zbiorem dwunastu esejów:

- Objawy i cienie
- O mózgu
- Poszukiwanie duszy
- Odbicie świata, jakie w sobie nosimy
- Arkana sztuki i rygory nauki
- Genetyka i nowotwory
- Prawdy biologii a wiara
- Pogranicze
- O umieraniu i o śmierci
- Prometejskie ambicje
- Urzeczenie miłosne
- Koniunkcja

Książka była nominowana do Nagrody Literackiej „Nike” 2008.

## Tytuł książki, wstęp, ilustracje
Tytuł swojej książki o poszukiwaniach duszy medycyny, „gdzieś między życiem a śmiercią, zdrowiem a chorobą, nauką a sztuką, a także – w miłości”, Andrzej Szczeklik wyjaśniał słowami:

Kore to po grecku dziewczyna. A także – źrenica. Grecy mówili, iż duszę, w postaci maleńkiej dziewczynki, zobaczyć można przez oka źrenicę. Skąd mogli wiedzieć, że źrenica to jedyne okienko z widokiem na mózg, na jego nerwy wzrokowe? A gdzie dziś podziała się dusza?

We wstępie do książki Adam Zagajewski przypomina wykład, który wygłosił C.P. Snow w 1959 roku. Wykład opublikowano pod tytułem The two Cultures and the Scientific Revolution. Dotyczył pojawienia się rozłamu między dwoma kulturami, dwoma rodzajami erudycji i wrażliwości – naukową i humanistyczną. Zdaniem Zagajewskiego ten rozłam pogłębia się z biegiem czasu, co w medycynie prowadzi do zmniejszania się bezpośredniego kontaktu dwóch ludzi – lekarza i pacjenta (Twarz lekarza niewiele się już różni od ekranu komputera, od okładki pism, takich jak Lancet czy Nature, od książeczki czekowej). Na tak opisanym tle została przedstawiona sylwetka autora książki:

Jakie to szczęście, że możemy jeszcze spotkać Autora, który czyta Dantego, rozumie – i podziela – niepokój dawnych i nowych poetów, który ma za sobą tak wiele humanistycznych lektur, a równocześnie pomaga nam ogarnąć skomplikowaną strukturę najbardziej nowoczesnej teorii medycznej.

W tekście zamieszczono, jako ilustracje treści kolejnych esejów, reprodukcje znanych dzieł malarstwa, wybierane przez Olgierda Chmielewskiego i Andrzeja Szczeklika.

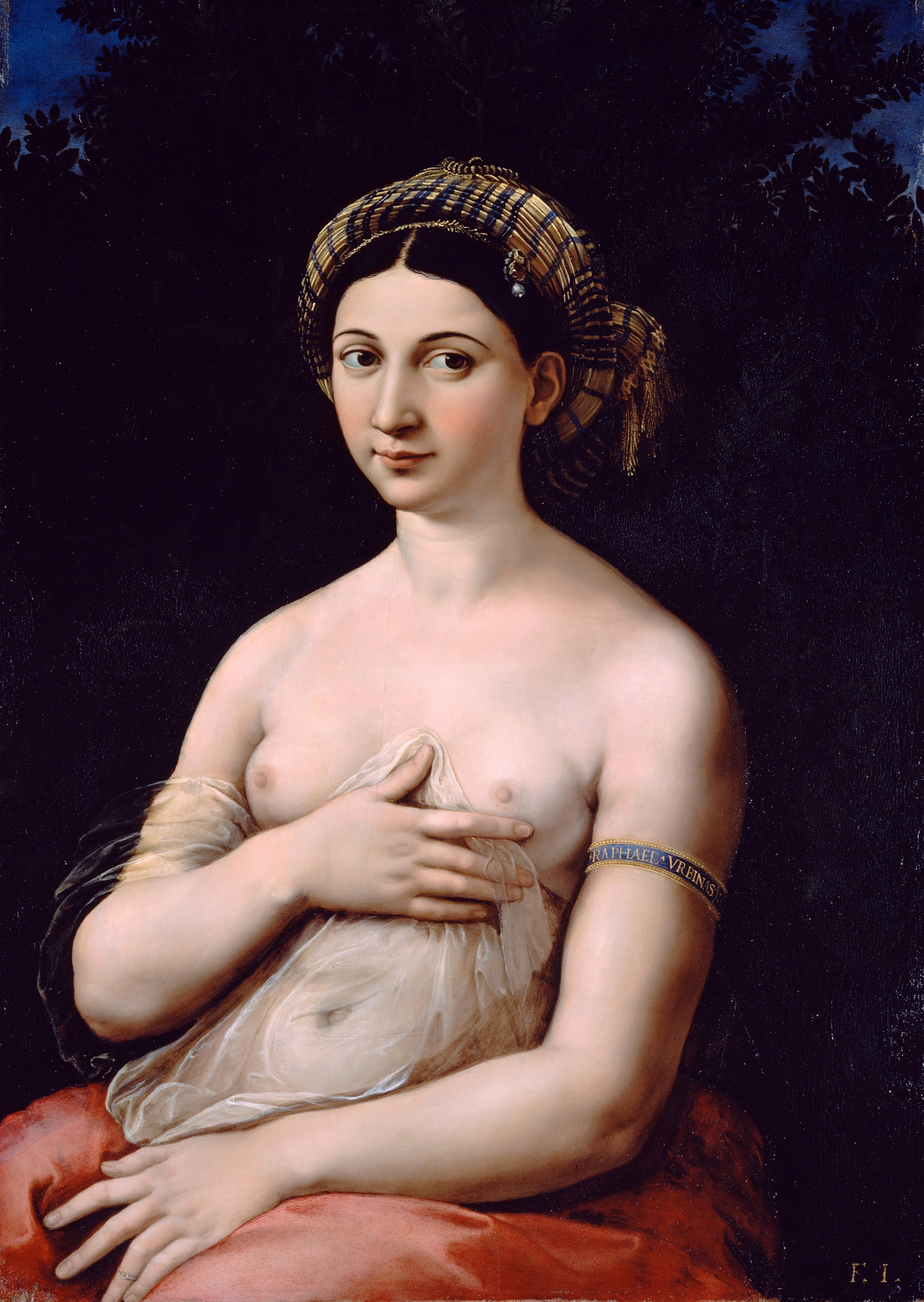
Objawy i cienie[7] Rafael Santi, La Fornarina Małgorzata – ukochana malarza, obraz „odsłaniający czystą rozpacz”, który umożliwił dokonanie po 450 latach rozpoznania „raka piersi lewej z prawdopodobnymi przerzutami do węzłów pachowych”'
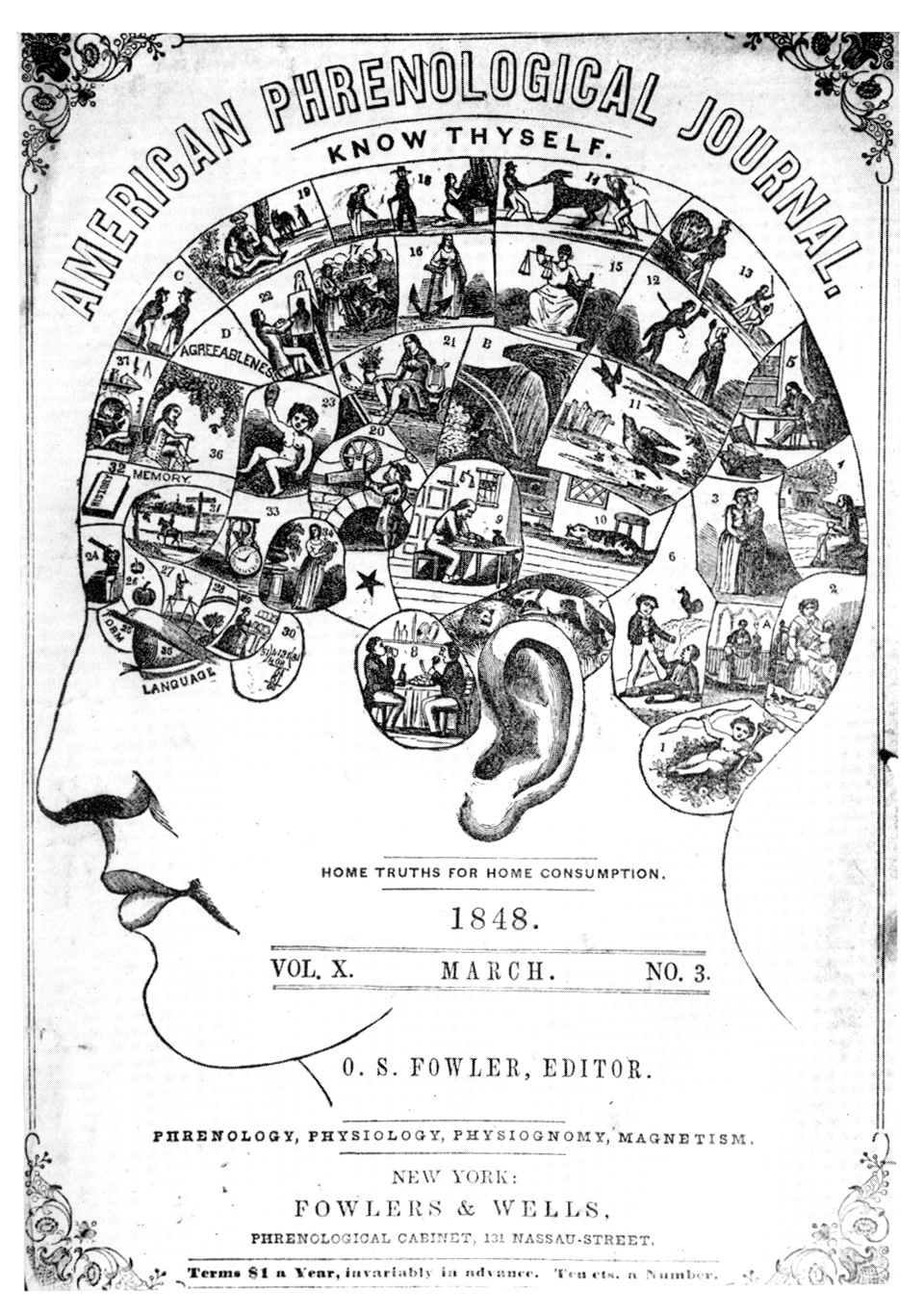
O mózgu[8] Frenologia Strona American Phrenology Journal z roku 1848 Długo uważano, że kształt czaszki ujawnia cechy człowieka, np. pychę, zdolności matematyczne lub artystyczne, skłonności złodziejskie…
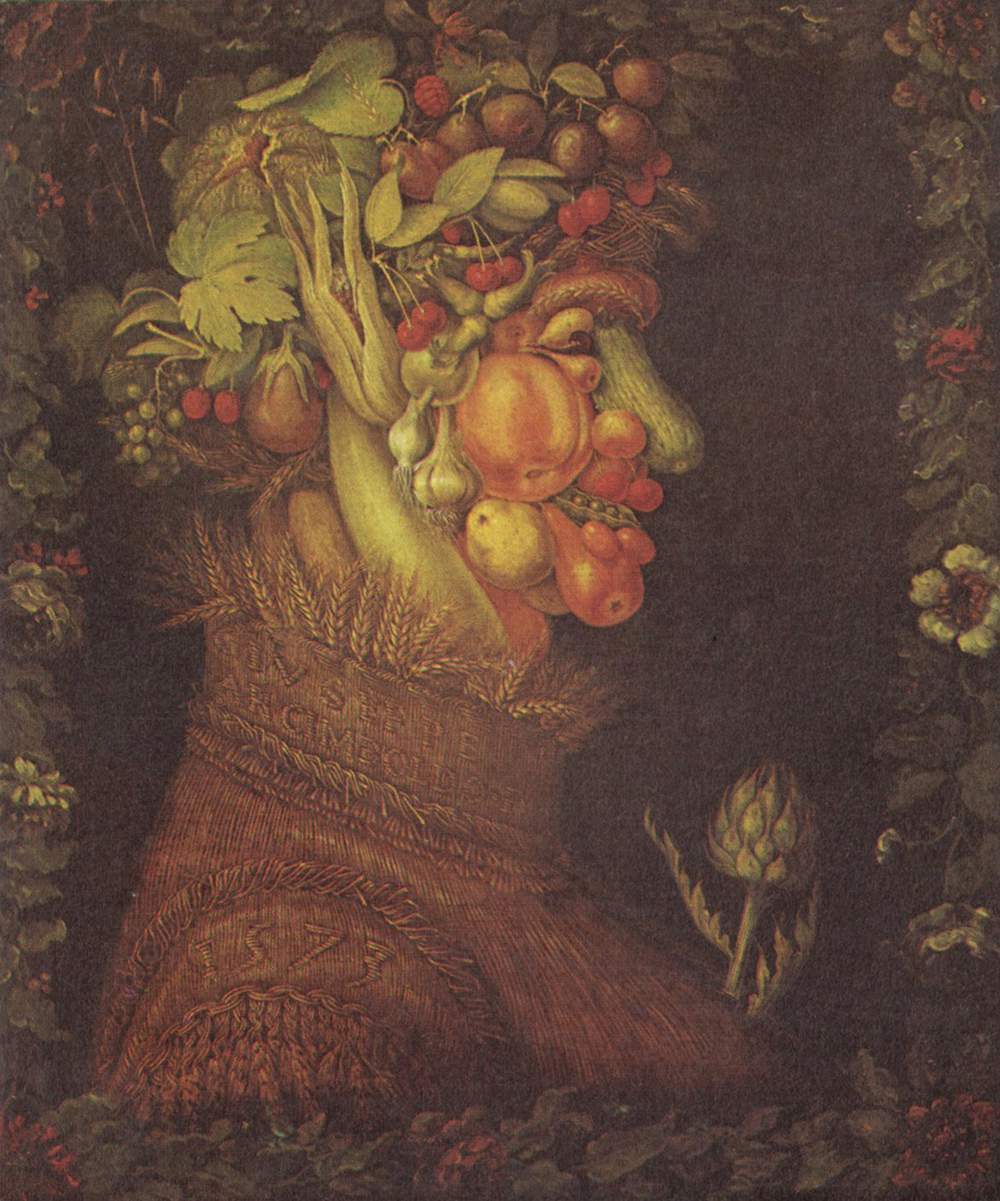
Odbicie świata, jakie w sobie nosimy[9] Giuseppe Arcimboldo, Lato Cytat: Definicja „ja” … na gruncie immunologii jest prosta […]: „ja” jest tym, co układ immunologiczny przyjmuje za własne, za należące do swojego ciała.
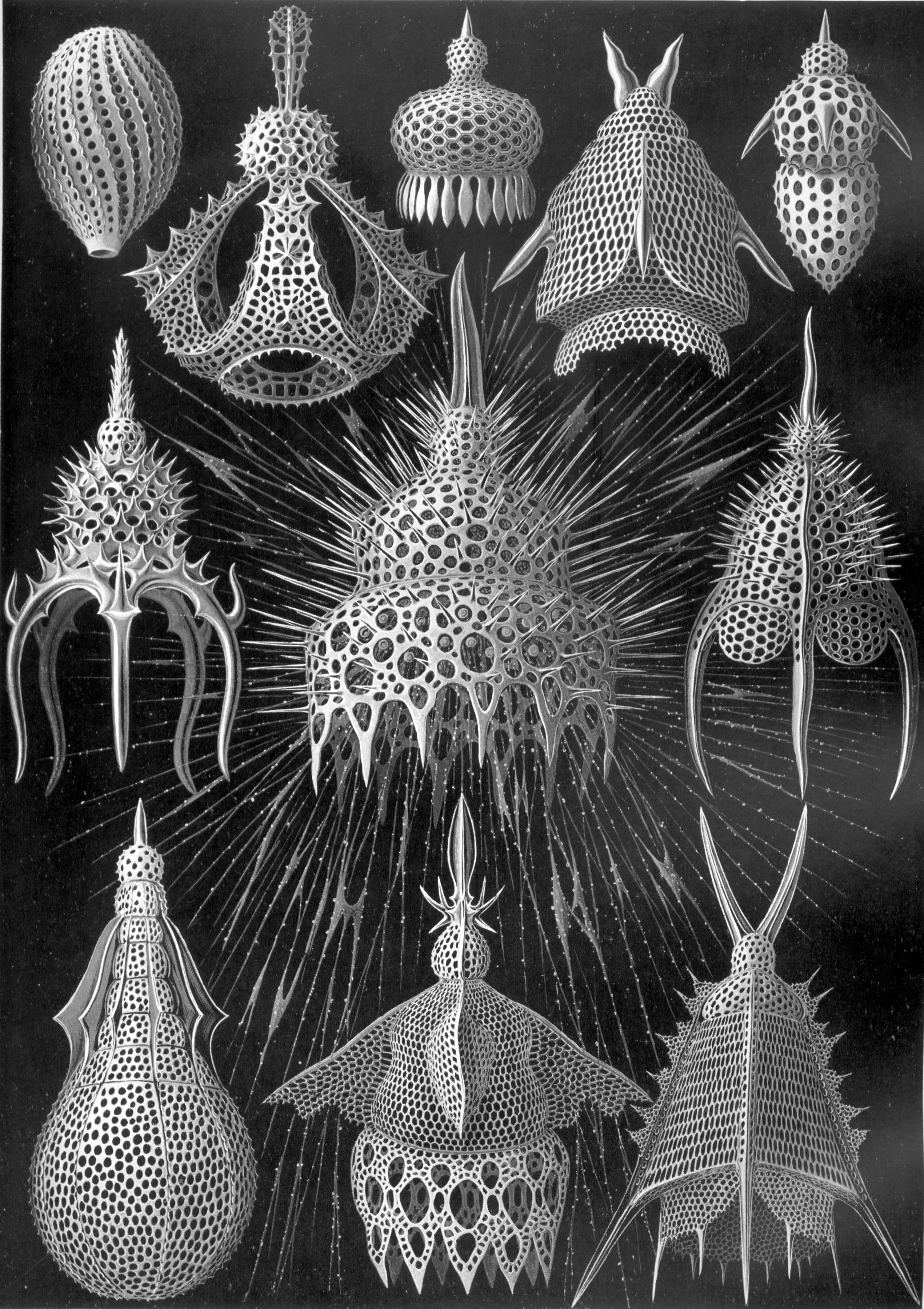
Arkana sztuki i rygory nauki[10] Ernst Haeckel Cystoidea (1904) Nauka i sztuka były często nierozdzielne. Haeckel, zoolog zafascynowany formami Natury, z pasją ilustrował swoją koncepcję „organicznej stereometrii”
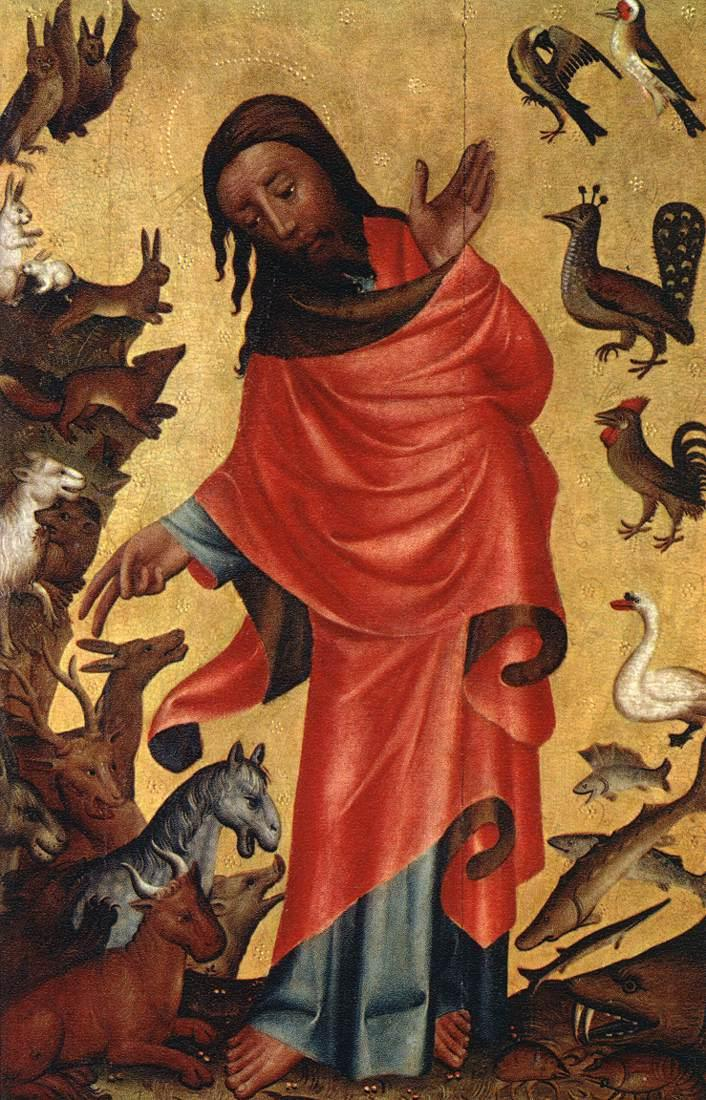
Prawdy biologii a wiara[11] Mistrz Bertram (1383), Stworzenie zwierząt Z zakończenia rozdziału: Tertulian: Cóż mają wspólnego Ateny i Jerozolima? A cóż Akademia i Kościół? Akwinata odpowiada pisząc o jedności rozumu i wiary.

- Pogranicze[12]
Albrecht Dürer,
Czterej jeźdźcy Apokalipsy
Tematem rozdziału Pogranicze są wirusy – sprawcy wielkich pandemii oraz wielu powszechnych chorób, reprezentanci pogranicza między życiem i śmiercią, między materią ożywioną i nieożywioną.
- O umieraniu i o śmierci[13]
Georges de La Tour, Maria Magdalena pokutująca
Z opisu obrazu Śmierć Malczewskiego: …– kobiecy, łagodny, skłania do pogodzenia się z losem. … nic odpychającego … Promieniuje osobliwy urok, tchnący dobrocią, ciszą, ukojeniem.
- Prometejskie ambicje[14]
Francisco Goya, Zabawa w olbrzymów
Medycynę regeneracyjną Szczeklik kojarzy z Prometeuszem, który stworzył człowieka z gliny pomieszanej z łzami oraz przemycił dla niego boski ogień – jego wątroba, zjadana przez sępa, stale odrastała.
- Urzeczenie miłosne[15]
Giovanni Lorenzo Bernini, Ekstaza św. Teresy
Miłość od wieków bywała uznawana za chorobę. Nie poznano jej mechanizmu i nie znaleziono lekarstwa. Szczeklik radzi – szukaj, Czytelniku, w sztuce.
- Koniunkcja[16]
Domenico Ghirlandaio, Starzec z wnukiem
W treści eseju Koniunkcja autor zacytował zdanie siostry Chmielewskiej o jej podopiecznych: „…większość wiedziała, że ich dni są policzone. Ale też wiedzieli, że mają wsparcie w naszej miłości, są nią otoczeni”

Pogranicze Albrecht Dürer, Czterej jeźdźcy Apokalipsy Tematem rozdziału Pogranicze są wirusy – sprawcy wielkich pandemii oraz wielu powszechnych chorób, reprezentanci pogranicza między życiem i śmiercią, między materią ożywioną i nieożywioną.
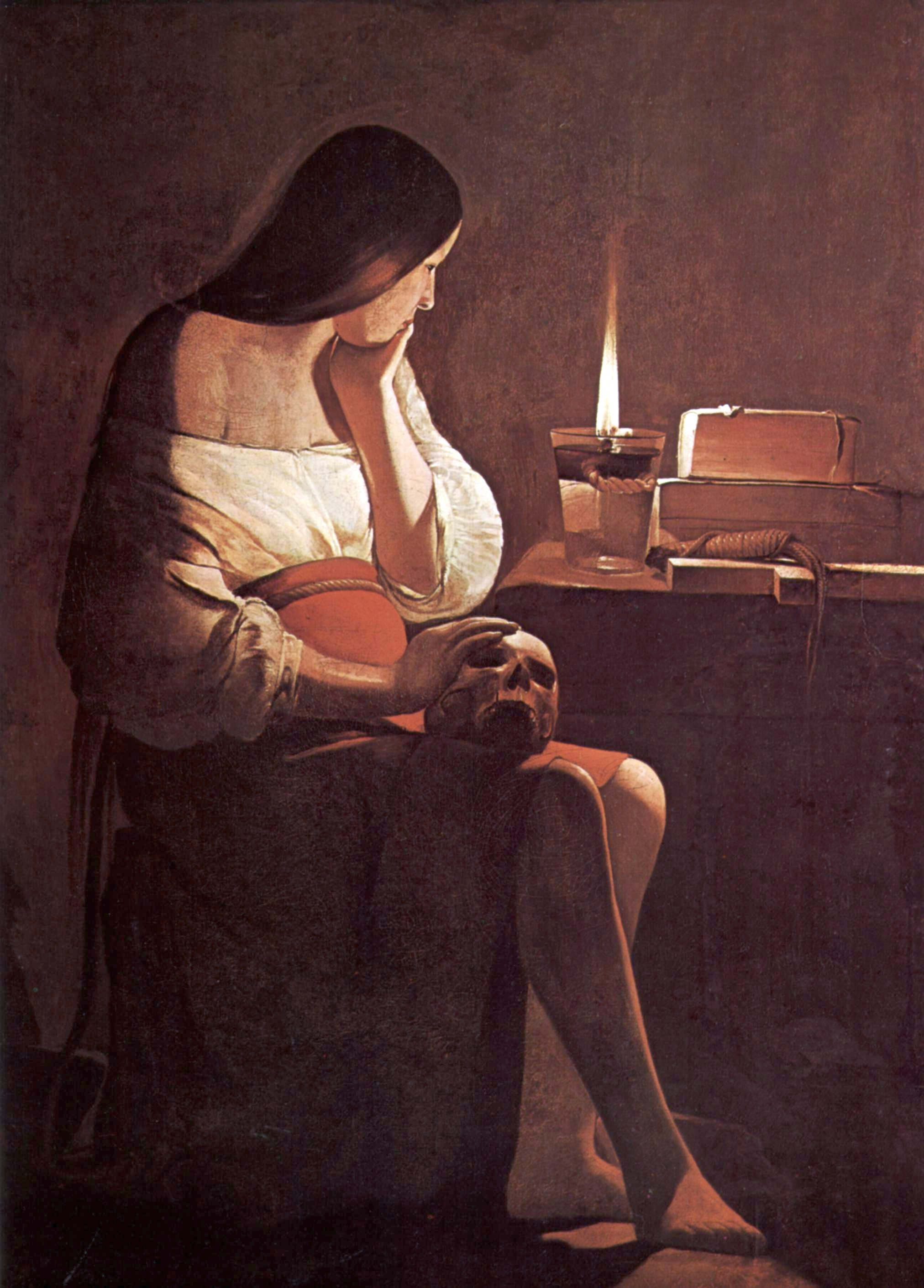
O umieraniu i o śmierci Georges de La Tour, Maria Magdalena pokutująca Z opisu obrazu Śmierć Malczewskiego: …– kobiecy, łagodny, skłania do pogodzenia się z losem. … nic odpychającego … Promieniuje osobliwy urok, tchnący dobrocią, ciszą, ukojeniem.
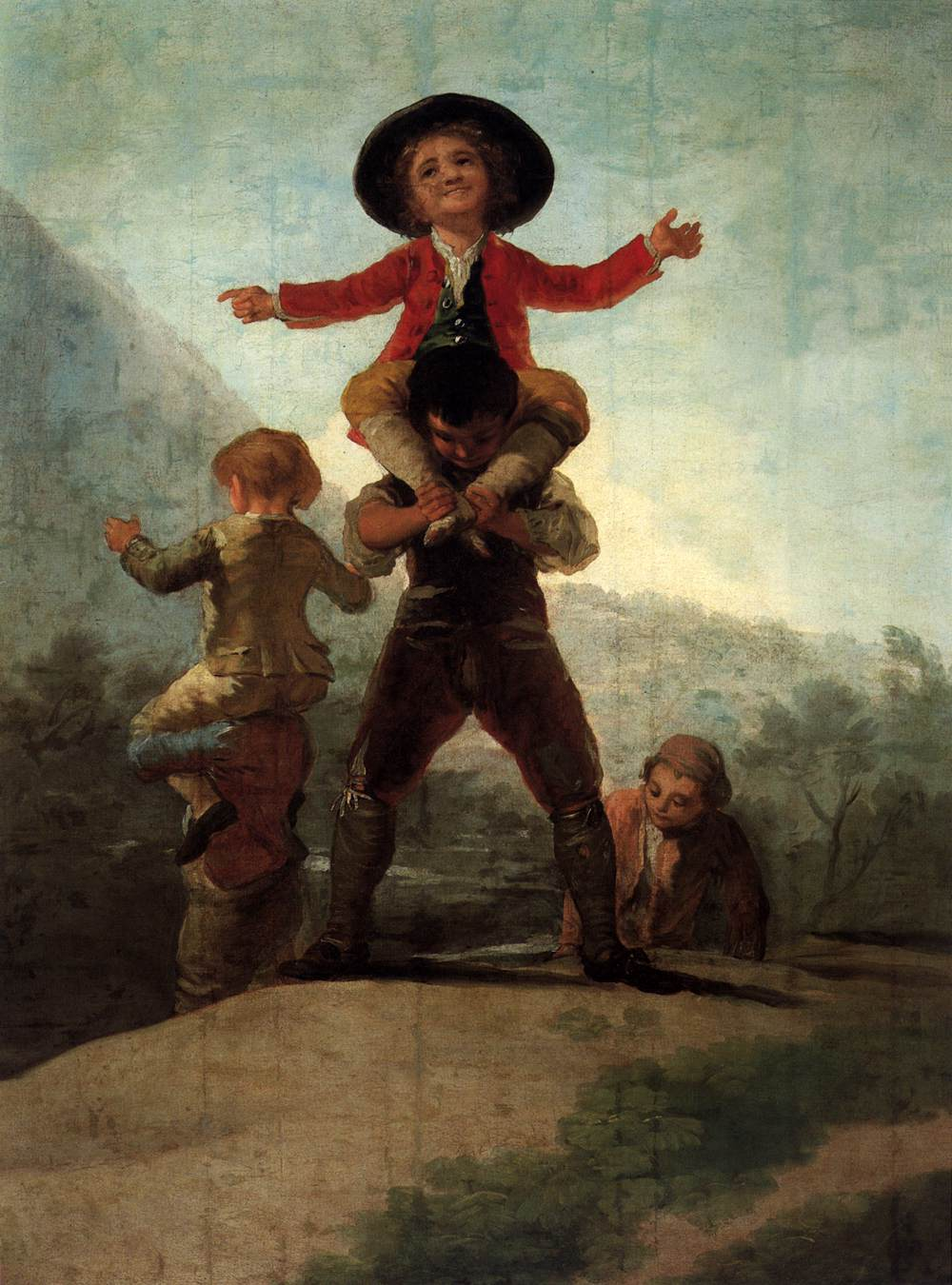
Prometejskie ambicje Francisco Goya, Zabawa w olbrzymów Medycynę regeneracyjną Szczeklik kojarzy z Prometeuszem, który stworzył człowieka z gliny pomieszanej z łzami oraz przemycił dla niego boski ogień – jego wątroba, zjadana przez sępa, stale odrastała.
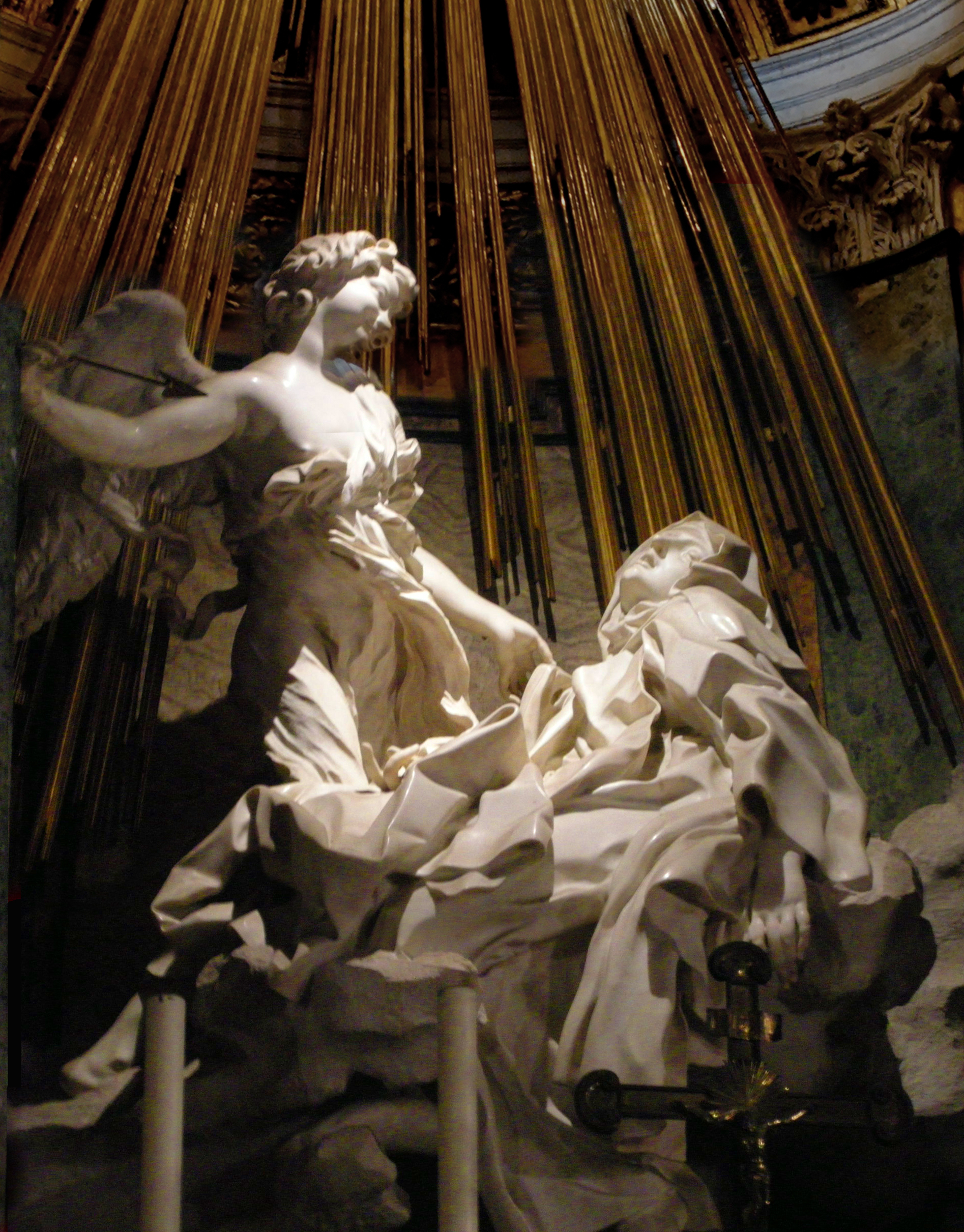
Urzeczenie miłosne Giovanni Lorenzo Bernini, Ekstaza św. Teresy Miłość od wieków bywała uznawana za chorobę. Nie poznano jej mechanizmu i nie znaleziono lekarstwa. Szczeklik radzi – szukaj, Czytelniku, w sztuce.
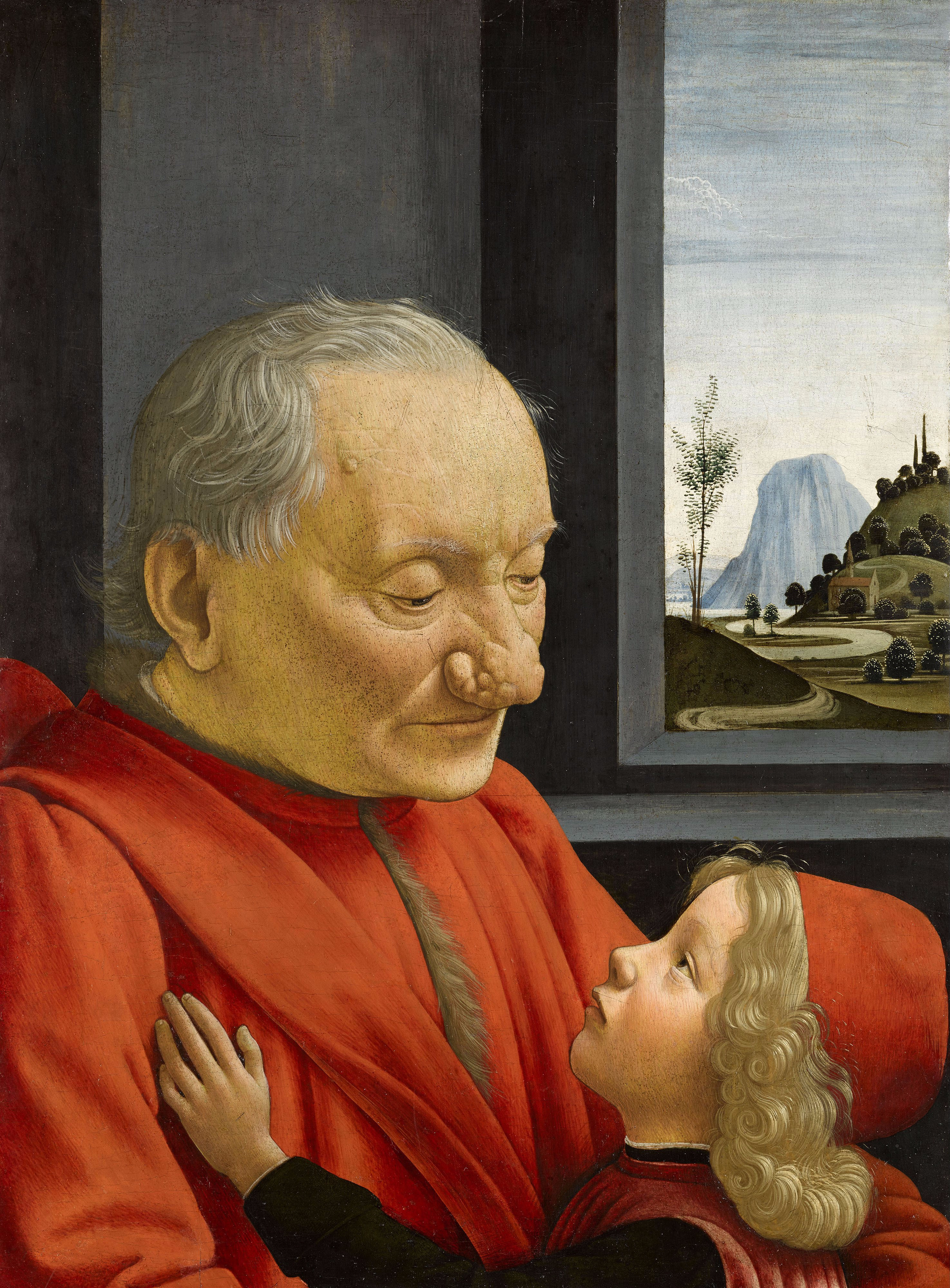
Koniunkcja Domenico Ghirlandaio, Starzec z wnukiem W treści eseju Koniunkcja autor zacytował zdanie siostry Chmielewskiej o jej podopiecznych: „…większość wiedziała, że ich dni są policzone. Ale też wiedzieli, że mają wsparcie w naszej miłości, są nią otoczeni”

Wydawca książki, Jerzy Illg, skierował do prof. Szczeklika – swojego zmarłego przyjaciela – słowa:

Jak wiesz, coraz więcej moich autorów swoje nowe książki wydaje w konkurencyjnej, niebiańskiej oficynie. (…) do nich dołączyłeś. Co Cię podkusiło? Czyżby tam oferowali wyższe zaliczki? Urządzali huczniejsze promocje? Piękniej wydawali książki? Andrzeju – nie spotkasz tam przecież grafika tak wspaniałego jak Olgierd Chmielewski, dzięki któremu (…) nasze Katharsis i Kore [są] najbardziej wypieszczonymi książkami w 50-letniej historii Znaku. Ileż radości sprawiało Ci dobieranie z Olgierdem ilustracji – ręcznie wklejanych przed każdym rozdziałem bądź drukowanych sangwiną na jego zakończenie. Jak cieszyłeś się urodą tych książek, ich sukcesem, przekładami…

## Streszczenie
Sztuka lekarska polega m.in. na poprawnym rozpoznaniu choroby na podstawie wielu różnych, często niewyraźnych objawów – „znaków”, które musi odebrać wykształcony i wrażliwy lekarz. Mimo wielkiego postępu technik diagnostycznych poprawna diagnoza nadal nie jest łatwa i oczywista (esej Objawy i cienie). Szczególnie duże trudności sprawiają badania uwzględniające elementy neurologii i neuropsychologii, w tym m.in. zaburzenia procesów poznawczych lub psychicznych (esej O mózgu). Tej duchowej sfery ludzkiego życia (antropologia filozoficzna) dotyczą takie pytania, jak: Czym jest dusza? …samoświadomość? Co pozwala nam budzić się ze snu z pełną świadomością ego – własnej osobowości? (Poszukiwanie duszy). W świetle współczesnej immunologii „ja” jest tym, co układ immunologiczny – intensywnie badany od początku XX wieku – przyjmuje za „swoje”, nie wywołujące odpowiedzi odpornościowej (esej Odbicie świata, jakie w sobie nosimy).
Poziom dzisiejszej wiedzy o prawach natury jest wysoki, ale medycyna nadal leży na pograniczu nauki i sztuki – wciąż jest aktualne zdanie: Natura lubi się chować, które wypowiedział Heraklit, składając dzieło swojego życia pod posągiem Artemidy – Matki Natury. Aby dotrzeć do prawdy, wciąż trzeba Naturę „brać na tortury eksperymentu”, jak radził Francis Bacon. Nowoczesne techniki badań medycznych, pochodzące z obszaru nauk ścisłych, są coraz doskonalsze, jednak lekarz nie może ograniczać się do wyników takich badań – musi nieustannie doskonalić sztukę rozmowy z pacjentem, sztukę budzenia zaufania (esej Arkana sztuki i rygory nauki).
Dzięki sukcesom biochemii rozwinęła się genetyka kliniczna (np. diagnostyka prenatalna), poznano mechanizmy kilku groźnych zakaźnych chorób neurodegeneracyjnych. Wciąż są poszukiwane metody bardziej skutecznej terapii nowotworów (esej Genetyka i nowotwory). Rozszyfrowanie struktury DNA i wyjaśnienie mechanizmu dziedziczności spowodowało przyspieszenie badań procesów ewolucji, od biogenezy przez kolejne etapy do dzisiaj.
Postępowi nauki towarzyszy odwieczny spór między ewolucjonistami i kreacjonistami, których postawy trudno pogodzić (esej Prawdy biologii a wiara). Rozwiązanie problemu biogenezy wymaga odpowiedzi na podstawowe pytanie, czym jest życie. Granica między życiem i śmiercią nie jest ostra. Istnieją struktury (wirusy), które znajdują się pomiędzy materią ożywioną i nieożywioną (esej Pogranicze), a z drugiej strony – wciąż nie wiadomo, jakie jest najbardziej właściwe kryterium śmierci (O umieraniu i o śmierci) lub jak należy oceniać „prometejskie ambicje” człowieka, wciąż próbującego przedłużać życie w sposób niezgodny z „naturalnym”, np. z wykorzystaniem komórek macierzystych lub transplantologii (esej Prometejskie ambicje). Problemem dotychczas nierozwiązanym pozostała natura ludzkich emocji, np. miłości lub podobnych wzruszeń, odczuwanych np. przez namiętnych miłośników muzyki (esej Urzeczenie miłosne).
Lekarz, który dysponuje dostępną wiedzą (ze świadomością jej ograniczeń) i poświęca się pacjentom, obdarzającym go zaufaniem, może dostrzec duszę medycyny w źrenicach ich oczu (esej Koniunkcja).

## Przekłady
- 2008 – węg. Koré: avagy az orvoslás lelke[18]
- 2010 – lit. Kora: apie ligonius, ligas ir medicinos sielos paieškas[19]
- 2012 – ang. Kore: On Sickness, the Sick, and the Search for the Soul of Medicine[20][21]
- 2012 – hiszp. Core: sobre enfermos, enfermedades y la búsqueda del alma de la medicina[22]
- 2012 – niem. Auf der Suche nach der Seele der Medizin: über den Sitz des Bewusstseins, das Rezept für die ewige Jugend und andere Geheimnisse des Lebens[23]